# جاك ويبستر
جاك ويبستر (بالإنجليزية: Jack Webster) هو مجدف أسترالي، ولد في 1917، وتوفي في 6 فبراير 2005 في ملبورن في أستراليا.

## وصلات خارجية
- جاك ويبستر على موقع الاتحاد الدولي للتجديف (الإنجليزية)
- جاك ويبستر على موقع أوليمبيديا (الإنجليزية)